# Runaway Train (Elton John e Eric Clapton)
Runaway Train è un brano pop rock, composto da Elton John e Olle Romo. Il testo è di Bernie Taupin.

## Il brano
La canzone è la quarta traccia dell'album di provenienza (il celebre The One, del 1992); influenzata dai suoni che andavano per la maggiore all'inizio degli anni Novanta, si presenta come un duetto fra Elton John ed Eric Clapton; il primo suona inoltre le tastiere, mentre il secondo è presente alla chitarra. Altri musicisti sono Guy Babylon, Pino Palladino e Olle Romo, mentre l'unico superstite della classica Elton John Band risulta essere Davey Johnstone; ai cori si cimentano Janice Jamison, Carole Fredericks e Beckie Bell. Il testo di Bernie significa letteralmente Treno Senza Controllo.
Runaway Train, pubblicata come singolo il 20 luglio 1992, raggiunse la posizione #31 nel Regno Unito e la posizione #10 in Italia. È stata anche eseguita live nel The One tour: certi spettacoli erano doppi, divisi in due parti distinte (quella di Elton e quella di Clapton) e nella scaletta delle canzoni era inclusa anche Runaway Train.
La canzone è presente nei titoli di coda del film Arma Letale 3.

## I singoli
Singolo 7" (UK)
1. "Runaway Train"
2. "Understanding Women"

Singolo in CD (UK)
1. "Runaway Train" - 5:22
2. "Understanding Women" (Extended Remix) - 9:30
3. "Made for Me" - 4:22

Singolo in CD (UK)
1. "Runaway Train" - 5:22
2. "Through the Storm" (con Aretha Franklin) - 4:20
3. "Don't Let the Sun Go Down on Me" (live, con George Michael) - 5:50
4. "Slow Rivers" (con Cliff Richard) - 3:11

Singolo 7" (USA)
1. "Runaway Train" - 5:22
2. "Understanding Women" - 4:58

Singolo in CD (promo, USA)
1. "Runaway Train" (Hot Mix) - 5:22

Singolo in CD (USA)
1. "Runaway Train" - 5:22
2. "Easier to Walk Away" - 4:23
3. "Understanding Women" (Extended Remix)

## Formazione
- Elton John: voce, tastiere
- Eric Clapton: voce, chitarra
- Olle Romeo: batteria
- Davey Johnstone: chitarra
- Guy Babylon: tastiere
- Pino Palladino: basso
- Janice Jamison: cori
- Carole Fredericks: cori
- Beckie Bell: cori